# 平野洋一
平野 洋一（ひらの よういち、1960年8月23日 - ）は、日本の実業家。福井県福井市出身。試薬卸売を行う「平野純薬株式会社」の代表取締役社長を経て、現在は会長を務める。

## 経歴
- 1960年8月23日、福井県福井市に生まれる
- 1984年3月、新潟薬科大学を卒業。翌4月、第一製薬株式会社（現・第一三共）に入社
- 1991年11月、家業の平野純薬株式会社[1]（当時：平野純薬工業）に入社
- 2000年4月、グループ会社である株式会社エイチアンドケー[2]を設立し、代表取締役に就任
- 2005年10月、父・平野信三から企業の代表職を継承し、平野純薬株式会社[1]の代表取締役に就任
- 2012年4月、グループ会社である真晃ELS株式会社[3]を設立し、取締役に就任
- 2025年8月、平野純薬株式会社[1]の会長に就任

### 主な公職
- 2013年4月より、福井経済同友会の常任幹事を務め、後に副代表幹事に就任[4]
- 2013年4月より、福井商工会議所の議員を務め、後に副会頭に就任[5]
- 2015年5月より、福井国際交流協会の理事を務める
- 2017年度から2018年度まで、福井ロータリークラブ 第68代会長を歴任[6]
- 2025年7月より、第2650地区国際ロータリーガバナーエレクトに就任[7]

## 企業概要
平野純薬株式会社は、臨床検査薬や研究用理化学機器、消毒剤などを取り扱う試薬卸売業である。2022年9月時点でグループとしての売上高はおよそ121億円、従業員数は約213名に上る。